# Doctor’s Diary/Episodenliste
Diese Episodenliste enthält alle Episoden der deutschen Fernsehserie Doctor’s Diary, sortiert nach der deutschsprachigen Erstausstrahlung. Sie umfasst 3 Staffeln mit 24 Episoden.

## Übersicht
| Staffel | Episodenanzahl | Erstausstrahlung | Erstausstrahlung   |
| Staffel | Episodenanzahl | Staffelpremiere  | Staffelfinale      |
| ------- | -------------- | ---------------- | ------------------ |
| 1       | 8              | 23. Juni 2008    | 4. August 2008     |
| 2       | 8              | 3. August 2009   | 14. September 2009 |
| 3       | 8              | 5. Januar 2011   | 14. Februar 2011   |

## Staffel 1
| Nummer (gesamt) | Nummer (Staffel) | Folgentitel                  | Deutschsprachige Erstausstrahlung |
| --------------- | ---------------- | ---------------------------- | --------------------------------- |
| 1               | 1                | Männer sind Schweine!        | 23. Juni 2008                     |
| 2               | 2                | Hilfe, ich brauche ein Date! | 23. Juni 2008                     |
| 3               | 3                | Bin ich fett?                | 30. Juni 2008                     |
| 4               | 4                | Marc will Sex                | 7. Juli 2008                      |
| 5               | 5                | Dr. Kaan ist doch süß!       | 14. Juli 2008                     |
| 6               | 6                | Frauen auf dem Ärzteball     | 21. Juli 2008                     |
| 7               | 7                | Nonnen sind auch nur Frauen  | 28. Juli 2008                     |
| 8               | 8                | Brauche dringend Happy End   | 4. August 2008                    |

## Staffel 2
| Nummer (gesamt) | Nummer (Staffel) | Folgentitel                                | Deutschsprachige Erstausstrahlung |
| --------------- | ---------------- | ------------------------------------------ | --------------------------------- |
| 9               | 1                | Hurra – Endlich wieder Liebeskummer        | 3. August 2009                    |
| 10              | 2                | Einmal – Cinderella und zurück             | 3. August 2009                    |
| 11              | 3                | Yippie – Noch mehr Arsch, noch weniger Sex | 10. August 2009                   |
| 12              | 4                | Na toll – Ohne Marc ist alles doof!        | 17. August 2009                   |
| 13              | 5                | Huch – Wachse über mich hinaus!            | 24. August 2009                   |
| 14              | 6                | Sauerei – Millionär will mein Herz stehlen | 31. August 2009                   |
| 15              | 7                | Romantisch – Drei Männer auf Haasenjagd    | 7. September 2009                 |
| 16              | 8                | Ja, ich will – Aber wer will mich?         | 14. September 2009                |

## Staffel 3
| Nummer (gesamt) | Nummer (Staffel) | Folgentitel                                | Deutschsprachige Erstausstrahlung |
| --------------- | ---------------- | ------------------------------------------ | --------------------------------- |
| 17              | 1                | Skandal! Hochzeitsnacht zu dritt, Teil 1   | 5. Januar 2011                    |
| 18              | 2                | Skandal! Hochzeitsnacht zu dritt, Teil 2   | 5. Januar 2011                    |
| 19              | 3                | Oh Gott! Mein Mann hat mich nackt gesehen! | 10. Januar 2011                   |
| 20              | 4                | Mist! Wieder einen Frosch erwischt!        | 17. Januar 2011                   |
| 21              | 5                | Oh Je! Dein Ex auf Wein, das lass sein!    | 24. Januar 2011                   |
| 22              | 6                | Autsch! Sturz von der Karriereleiter       | 31. Januar 2011                   |
| 23              | 7                | Endlich! Ein Kind von Marc!                | 7. Februar 2011                   |
| 24              | 8                | Herr Ober! Mein Happy End ist kalt!        | 14. Februar 2011                  |